# آرتیک
آرتیک (به ارمنی: Արթիկ) یک شهر در ارمنستان است که در استان شیراک واقع شده‌است.  در  کیلومتری شمال گیومری، مرکز استان شیراک واقع شده است.

## جغرافیا و آب و هوا
آرتیک ۹ کیلومتر مربع مساحت و ۱۹٬۵۳۴ نفر جمعیت دارد و ۱٬۸۵۹ متر بالاتر از سطح دریا واقع شده‌است.  در  کیلومتری شمال گیومری، مرکز استان شیراک واقع شده است.

## فرهنگ
آرتیک یادمان‌ها و کلیساهای زیادی دارد. در میدان اصلی شهر بنای یادبودی از زمان جنگ جهانی یکم به چشم می‌خورد. کلیسای گِورگ مقدس در آرتیک که در سدهٔ هفتم میلادی ساخته شده در زمان شوروی توسط روس‌ها تبدیل به انبار شد.

## ورزش
- توفاگورتس آرتیک - باشگاه فوتبال

## نگارخانه

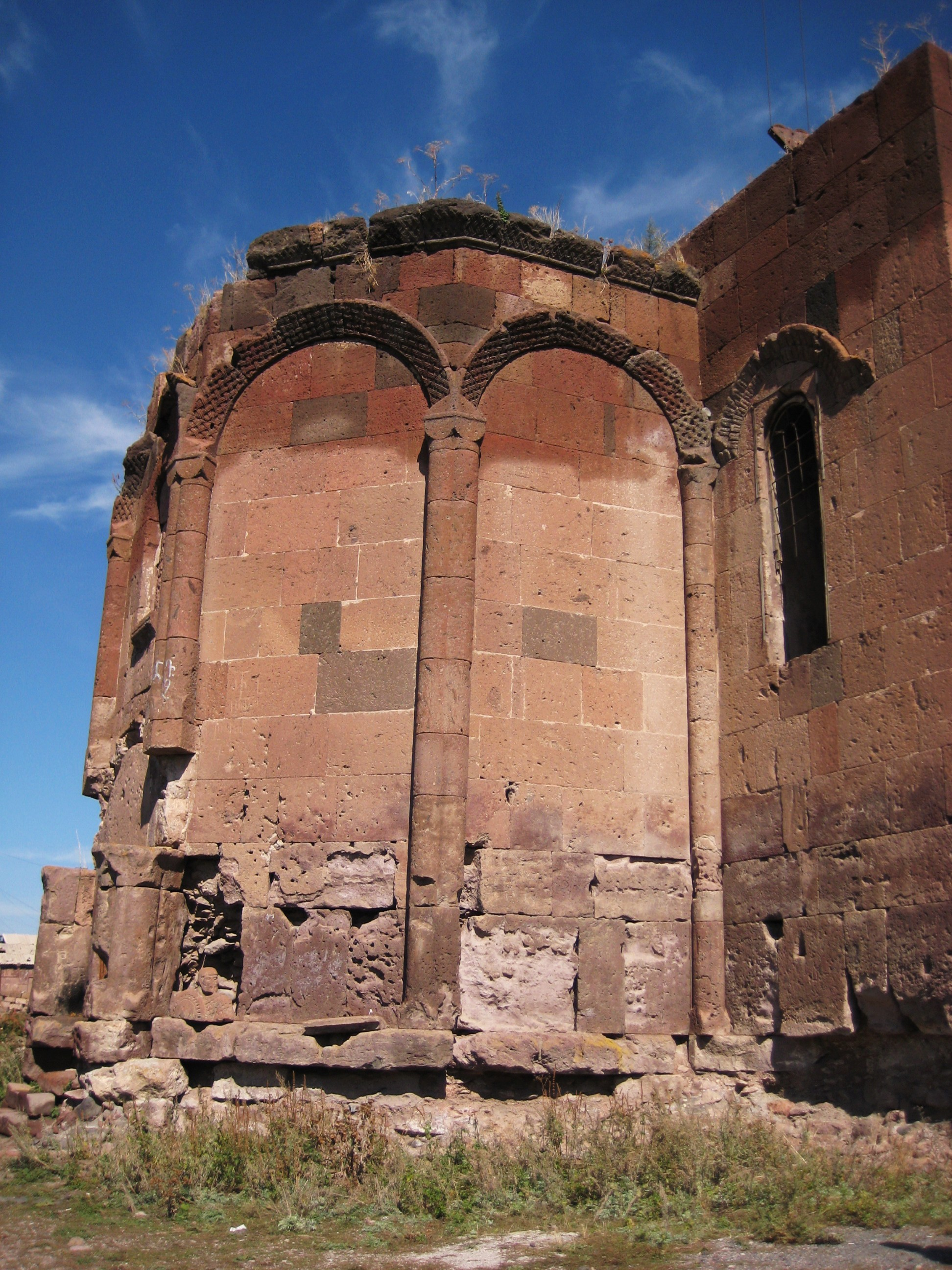
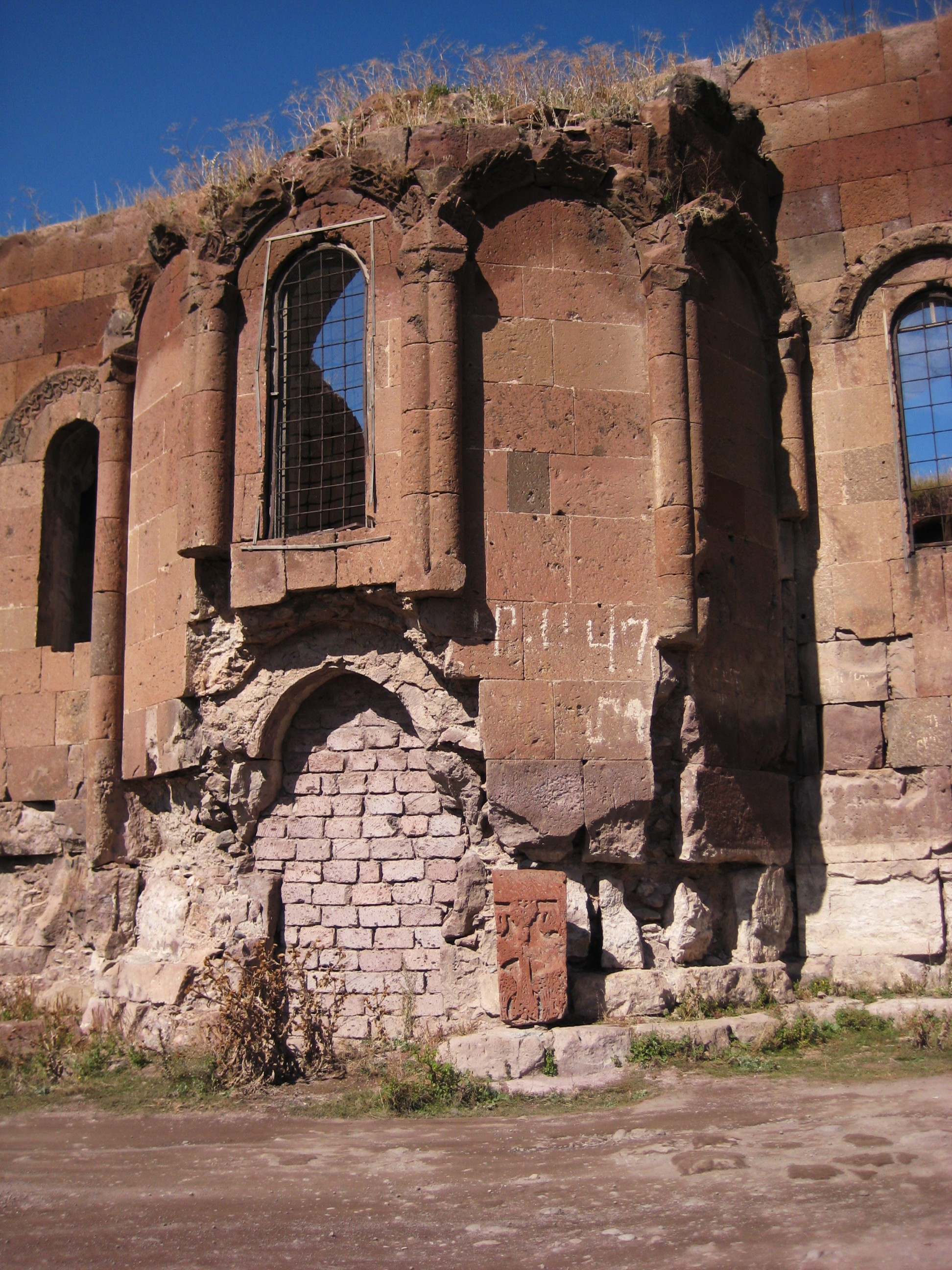
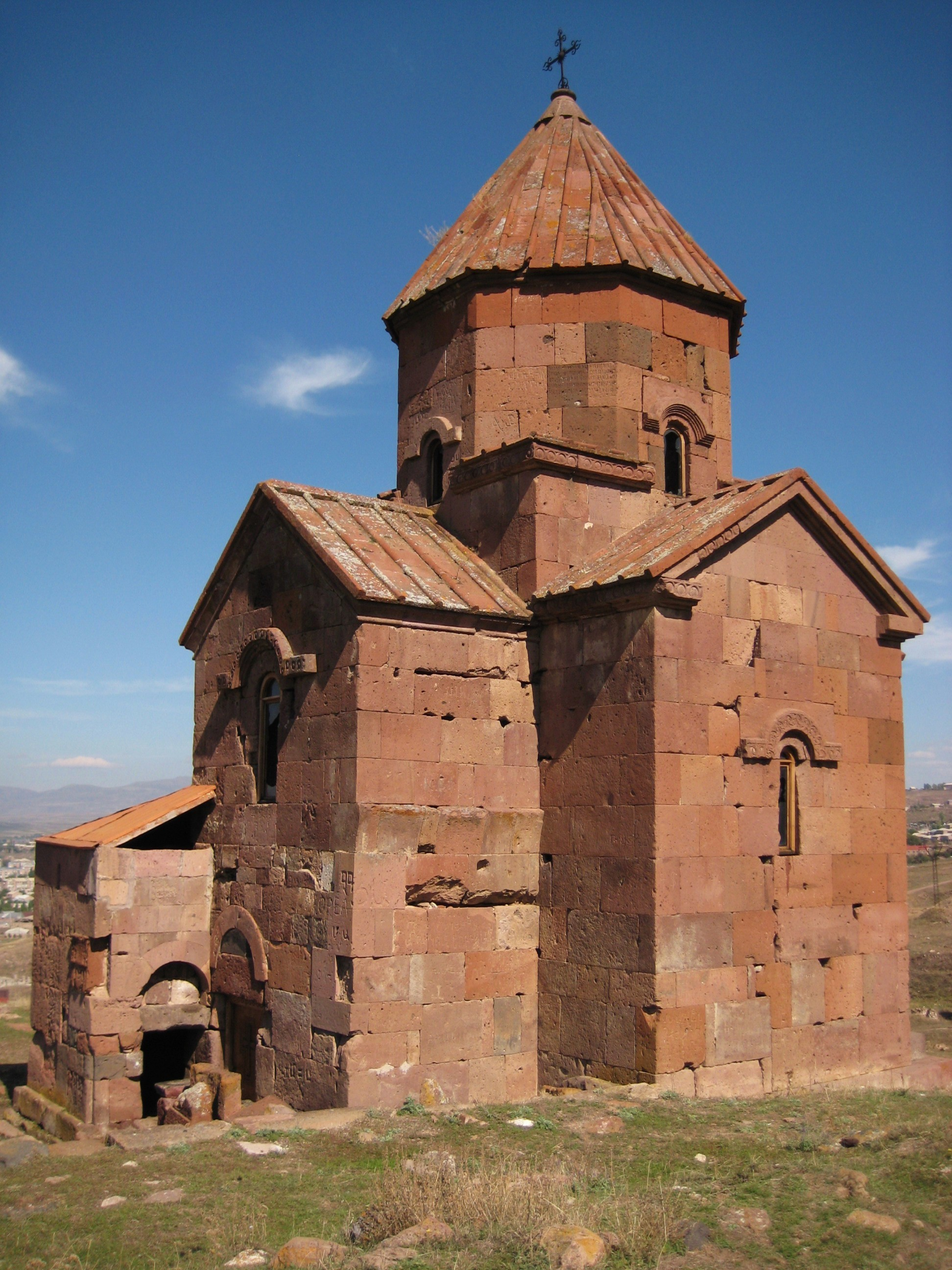
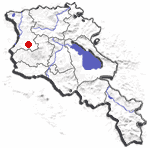
محل آرتیک در ارمنستان
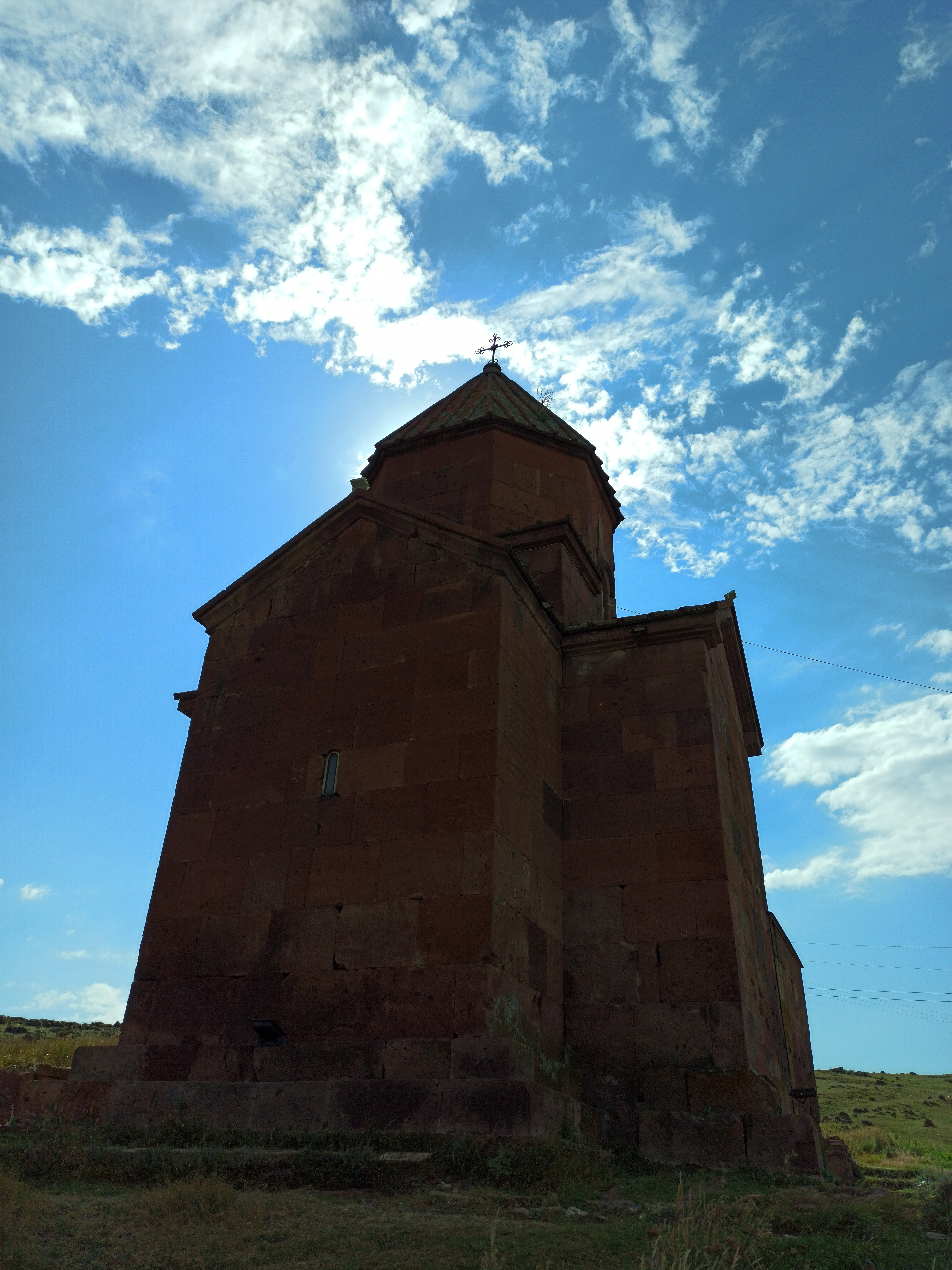
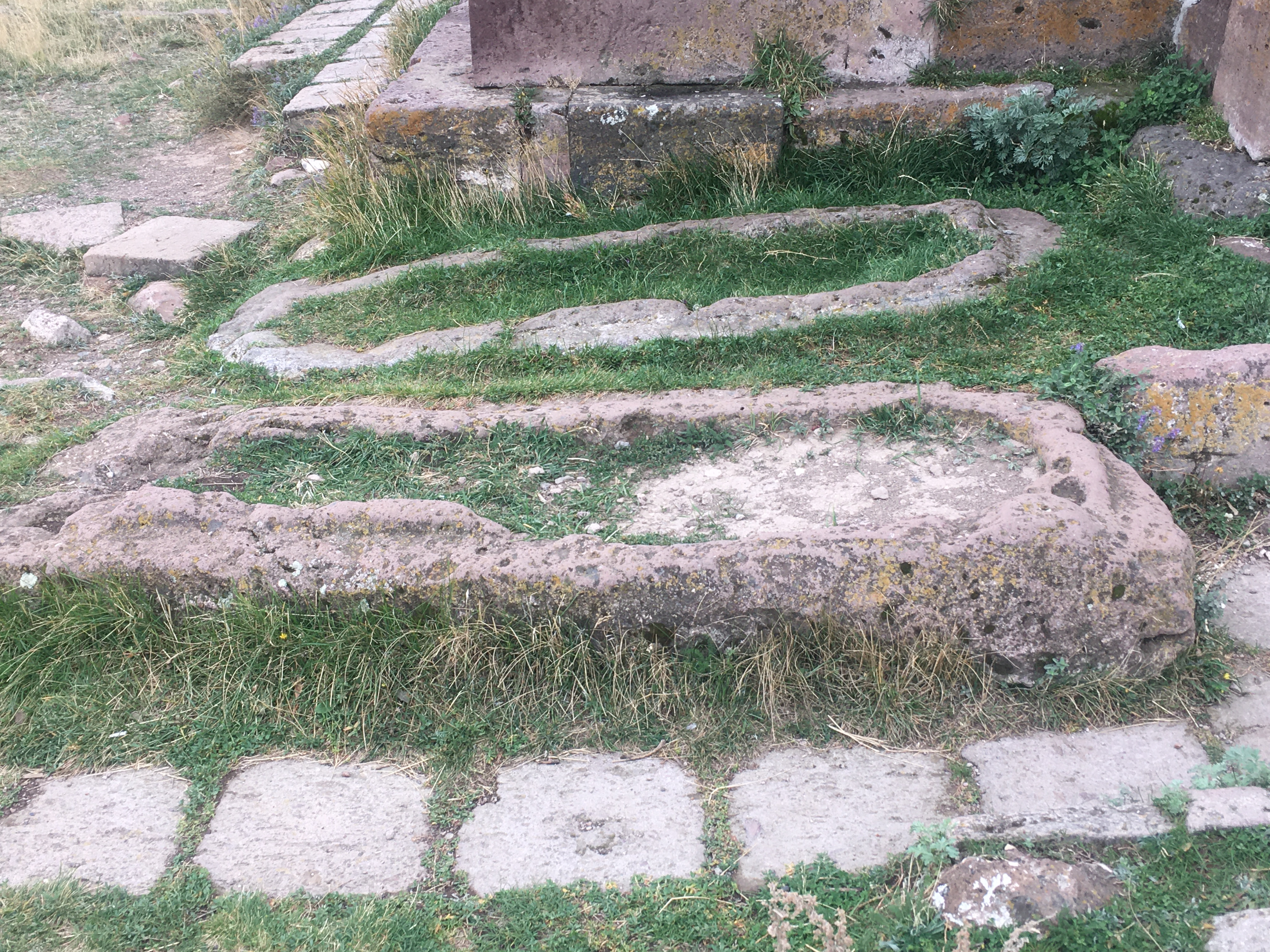
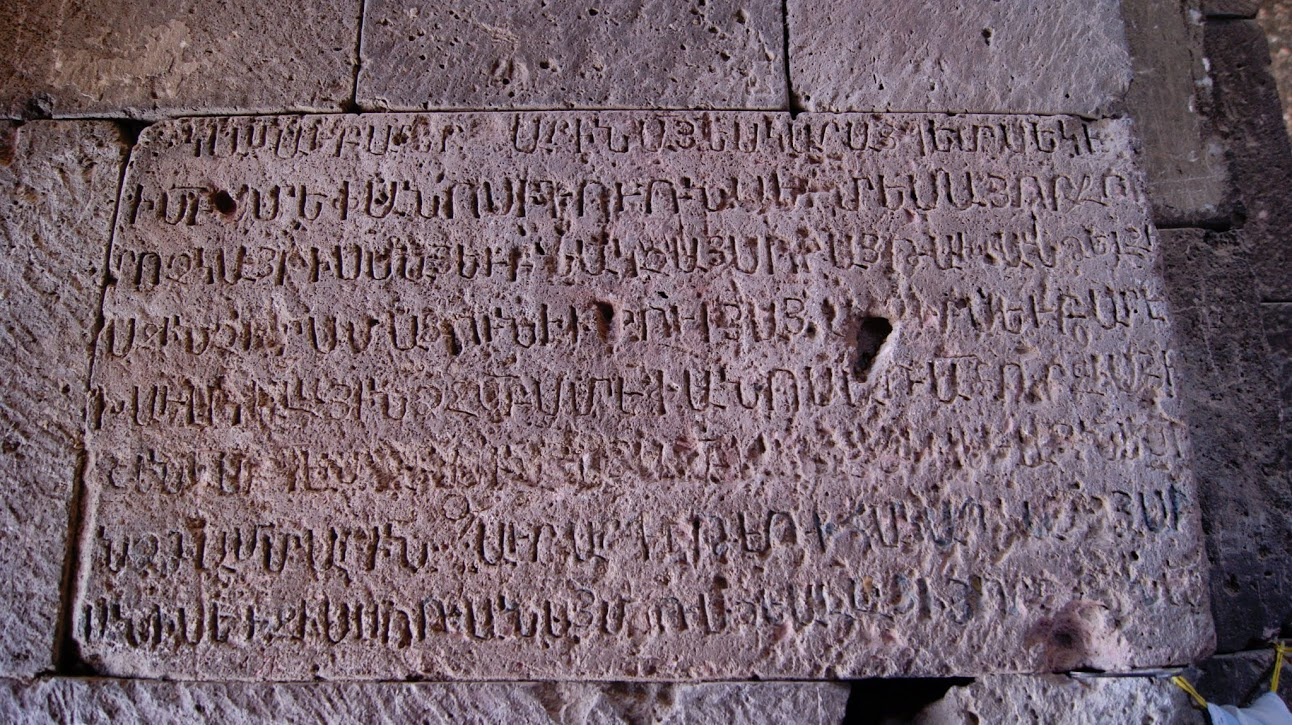